# Monomontia versicolor
Monomontia versicolor is een hooiwagen uit de familie Triaenonychidae.